# Kadašman-Enlil I.
Kadašman-Enlil I. war ein König von Babylon aus der kassitischen (Kaššu) Dynastie, der zwischen 1374–1360 v. Chr. oder 1377–1361 v. Chr. regierte. Er war der Sohn von Kuri-galzu I. Er führte den Titel „König der Gesamtheit“ (šar kissati), was den Anspruch auf die Vorherrschaft in Mesopotamien anzeigt.
Seine Schwester war mit Amenophis III. (1390–1353) verheiratet. Wie die Amarna-Briefe belegen, nahm sie am ägyptischen Hof aber keine hohe Stellung ein. Kadašman-Enlil beklagt, dass keiner seiner Gesandten sie zu Hofe gesehen habe, was darauf deutet, dass der Pharao sie als unbedeutende Nebenfrau in den Harem verbannt hatte. Dessen ungeachtet begehrte Amenophis auch eine Tochter von Kadašman-Enlil zur Frau, die er schließlich auch erhielt. Dessen Wunsch nach einer Heirat seinerseits mit einer ägyptischen Prinzessin wurde dagegen unmissverständlich abgelehnt: „Früher wurde eine ägyptische Prinzessin nie irgend Jemand zur Frau gegeben.“ Mit seinem Gold war der Herrscher dagegen freigiebiger, oft war es allerdings von geringer Reinheit: „…nachdem man es geschmolzen hatte, blieb nur wenig übrig“, klagt der Herrscher von Babylon.
Nach Kadašman-Enlil gelangte sein Sohn Burna-buriaš II. an die Herrschaft.